# Туніське в'язання

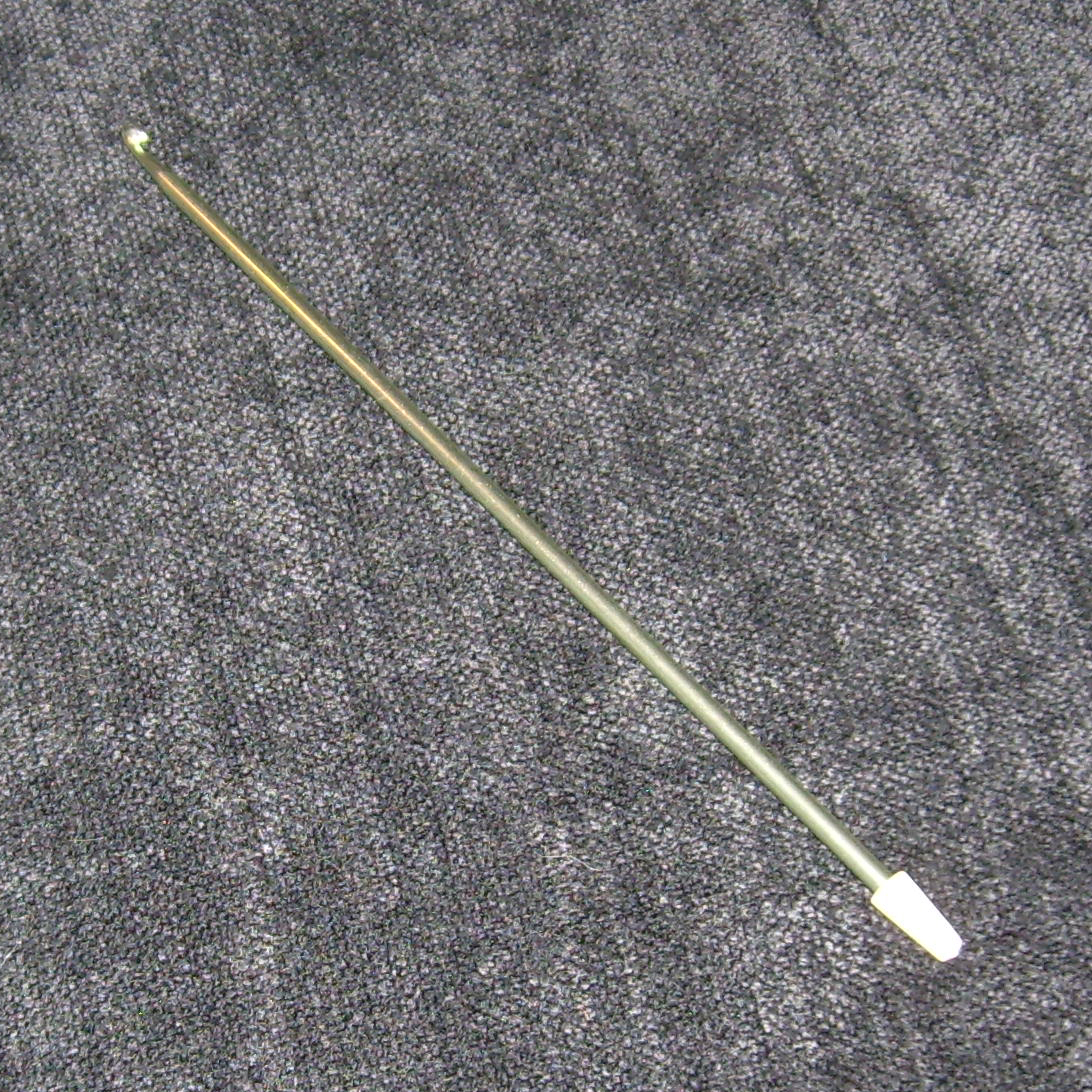
Гачок для туніського в'язання.

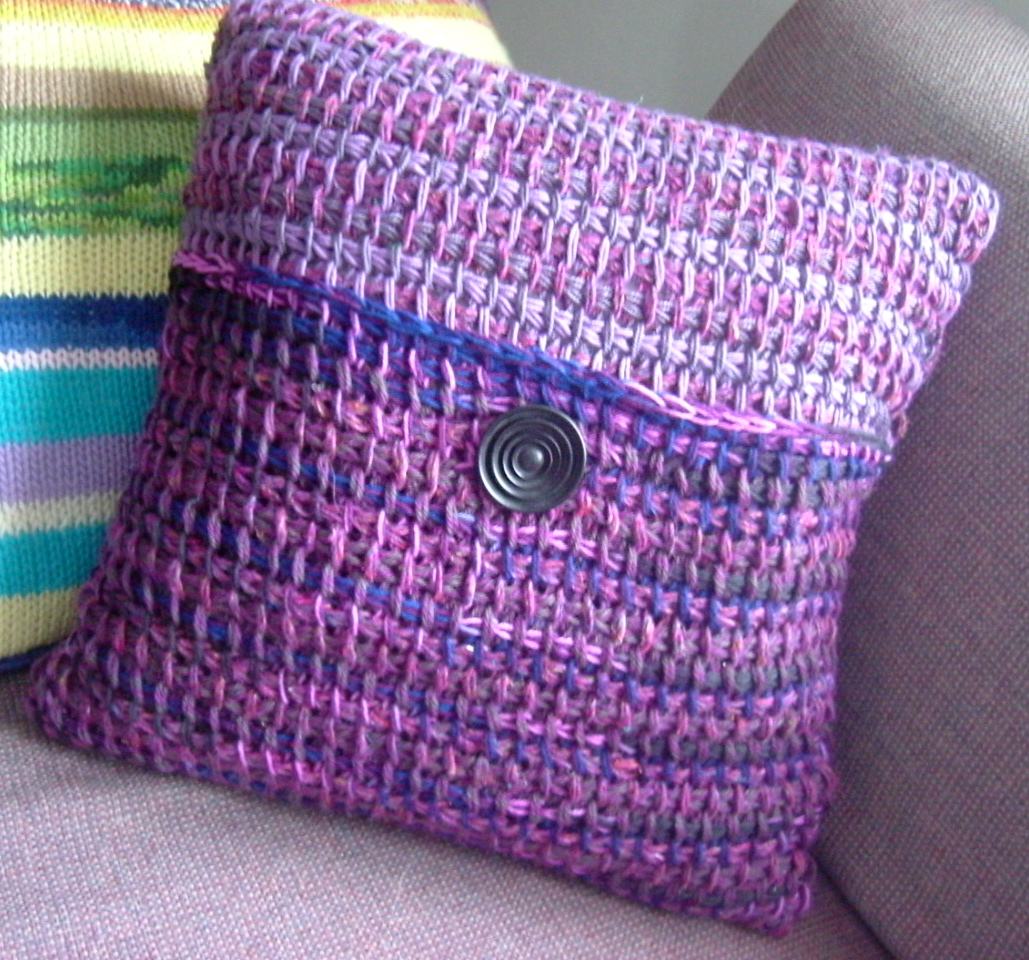
Подушка, зв'язана туніським в'язанням.

Туніське в'язання — одна з найпопулярніших технік в'язання гачком. Для цього використовується спеціальний гачок, який відрізняється від звичайних гачків тим, що він довгий. Його довжина становить 30 см, яка довжина гачка, така буде й довжина полотна. Вироби, які зв'язані цією технікою, схожі на вироби, які зв'язані спицями. Саме туніським в'язанням можна в'язати такий вид узорів, як коси й арани, які в'яжуться спицями.
Техніки туніського в'язання схожі з техніками в'язання спицями, одна з них — ентерлак. Також туніське в'язання має інші назви в'язання на одній спиці, афганське в'язання. Туніське в'язання колом в'яжеться також довгим двостороннім гачком спочатку зліва направо, а потім навпаки, таким способом в'яжуться шкарпетки, шапки, іграшки.